# 臺南縣
臺南縣為中華民國已經廢止的行政區，縣治為新營市，位於臺灣西南部，屬於副热带季风气候。臺南縣又稱「南瀛」，瀛為大海、大水之意，地勢東部高聳，西部平坦，位於臺灣最大平原嘉南平原之中心。東臨中央山脈的前山地帶，西臨臺灣海峽，北接嘉義縣，南與臺南市、高雄縣為界。五都升格前，全縣面積2,016平方公里，全國排名第九，耕地面積達9萬多公頃，在全國排名第一；人口約110.4萬，佔全國第八。而此地區同時也是臺灣開發最早的地方。2009年6月29日，行政院審議通過「臺南縣市合併改制直轄市案」，並於2010年12月25日併入新成立的臺南市。

## 歷史沿革
台南縣位於台灣南部嘉南平原之中心，依山傍海，物產豐饒，人煙稠密，民智昌明，為本島政經文化的發祥地。先民為爭取生存與自由，冒險跨海來台，最初墾荒開闢之區即在本縣：顏鄭進入練兵墾殖，荷人佔為貿易據點，明鄭收為抗清復明基地，以至清光緒十三年台灣建省時止，二百餘年間，本縣實為全台首府及附郭首縣之所在地。光緒廿一年台灣割讓日本，廿二年日人將清代之台南府改為台南縣，「台南縣」之縣名始現。嗣後因建制之更迭，而名稱亦隨之更改，至日治末期，名為台南州。二次大戰後台灣光復，民國卅五年一月，重劃縣市，將原台南州之台南與嘉義二市劃為省轄市，其餘編為台南縣。民國三十九年12月15日全省行政區域再度調整，將八掌溪以北地區，併嘉義市，另設嘉義縣、雲林縣。八掌溪以南原轄區域為今之台南縣。本縣地屬台灣南部，在歷史、文化、政治、經濟各方面與歷史古都均結有不解之緣，關係至為密切，故光復後縣治雖移至新營；台南獨立設市，然縣仍以台南為縣名。
本縣最早的開發年代，史籍並無明確紀錄。然據近十年來之考古得知，早在舊石器時代末期（即距今一萬五千年前）本縣內已有「左鎮人」之人類存在，新石器時代早期，本縣屬大坌坑文化範圍，中期屬牛稠子文化範圍，晚期則屬大湖文化範圍，隨後之金石並用時期以至明末為止，則有南島民族西拉雅族居住於此。
漢人雖在明代以前即已發現本島，但因先住民生性好勇喜鬥，好殺人，故台灣雖與大陸僅隔一狹窄之台灣海峽，然而到了明末，幾乎與外界隔絕而成為荒蠻化外之域，漢人不易進入島上安居墾殖。明萬曆三十年（1602）倭寇騷擾中國大陸東南沿海時，亦曾侵據台灣西南，襲擾商漁。至於當時本島與大陸間之交通及商漁之往來，主要也是在台灣西南邊之海岸，即為台南地區。台南地區位於台灣西南部，與澎湖僅隔一淺狹水道，風帆時代則以一日水程可至，由於澎湖為兩岸之中繼作用，台南一帶遂成為台灣接觸近代文化之觸角地，進而成為本島最先開拓的地區。

### 荷治時期
漢人入墾台灣，時間雖然很早，然在十七世紀後半期之前，中國歷代王朝均未有任何行政措施之設置，僅元代設澎湖寨巡檢司，隸屬福建同安縣，並未及於台灣本島。明萬曆元年（1573年），葡萄牙人船航行東海，途經台灣北部，見山川之美，遂命名台灣為福爾摩沙，是為歐洲人發現台灣之始。萬曆八年（1580年）西班牙馬尼拉總督派耶穌會教士前往澳門，歸途取道日本，遇颶風船破，至台登陸停留數月始去。明天啟二年（1622年）八月荷蘭提督雷爾生築城於澎湖，次年三月，荷蘭人為調查台灣貿易商情，以二艘船佔據大員（即今安平、一鯤身），先住土著、大員族所在，隨後在天啟四年（1624年）二月在大員北端之砂堤上，發動兵員構築寨棚，遭到目加溜灣社酋長及各番社族眾二百餘人之抵抗。當時荷人據台之目的，開始祇為通商互市之基地，後來看到台灣土地肥沃、殖民開拓有利可圖，乃逐漸擴展佔據地盤。據台之初，荷蘭人曾向主島南岸一帶招撫，新港、蕭土龍二社住民，但屢經平埔族之頑強抵抗，荷蘭東印度公司認為壓寧施教化為上，故於據台第二年，即派教士來台，向就撫之新港社、蕭 土龍社傳教，進而介紹再撫目加溜灣、麻豆社。荷蘭人一方面建立堅固據點，一方面利用番社間之紛爭，對其好感之番社則予以保護，對其惡意之番社則加以懲罰，而逐漸擴大其支配範圍。崇禎四年（一六三一年）荷蘭人征服新港番社（在今台南的新市鄉），崇禎八年（1635年）十一月，荷蘭兵五百人攻麻豆社，總計當年歸順荷蘭人之「番社」達57社。在荷蘭東印度公司據台之時，荷蘭人統治區域僅止於台南附近一帶，但自1642年西班牙人被逐出基隆之後，範圍始有擴展至全島之勢，即以新港、蕭土龍、目加溜灣為中心，北至嘉義、新化之一部份，南至鳳山之一部分。1655年，荷蘭東印度公司所統治之部落有223村，戶數為11029戶，人口為39222人。
當時荷蘭東印度公司將全島分成四區，即北部地方議會區、南部地方議會區、淡水地方議會區及東部地方議會區；屬於東印度公司直接支配之地域僅有十社，間接統治者為新港、大目降、目加溜灣、蕭 土龍、麻豆、花木蘭、達加伊斯、得禮由布、阿東等地，1648年與東印度公司和平相處之部落為293個，期中行使司法權只有70個部落，1650年，承認荷蘭東印度公司為主權者，共有293個村落，分為四45族。
當時住台荷蘭人最多之時，官民達約600人，駐兵2200人，大都住在今台南附近。其他大部分平地住有平埔族及漢人。漢人有些居住在城裡與荷人貿易，有些深入番社與平埔族交易，或往山林野外從事捕鹿。惟大多數來台墾植荒野之農民，為了防止番害，同鄉團結鄰居形成居村里，至十七世紀中葉，居台漢人，僅今台南附近，為數便達十萬人。
荷蘭東印度公司在台灣經營貿易殖民，雖獲鉅額利益，但對於台灣殖民經費則採極節約，1650年以後，對台政策傾於退縮，忽略充實兵備，而公司職員待遇微薄，多以私財投資貿易，假公濟私，苛歛重稅，一面建立王田之制，不許漢人私有土地，因此大陸來台漢人愈多，台灣經濟開發，愈為發展，對於荷蘭人聚斂越感不滿，故于永曆六年（1652）赤崁附近（即今台南）各地漢人，因不堪荷蘭人壓迫，謀以實力驅逐荷人，而發生了郭懷一事件。

### 明鄭時期
明天啟四年（1624年）閩南人顏思齊召集數千漢人渡台墾荒，從北港登陸。顏思齊死後，由鄭芝龍繼統其眾，接受明朝招安，乃案台回籍。同年，荷蘭人入侵台灣，先據台窩灣社（即今安平）與北汕尾並在台窩灣港口北端沙丘上搭築寨棚與防壘。崇禎三年（1630年）除建熱蘭遮城於一鯤鯓（即今安平）以防備海外，永曆四年（1650年）又在赤崁（即今台南赤崁樓）築普羅民遮城，作為確保台灣腹地之政務廳。荷蘭人佔領台灣，為了鞏固其統治，進行台灣內部番地之開拓，及恩威並施之教化與安撫。1636年，由宣教師召集台南以北二28個部落之長老，在台灣長官面前，宣誓效忠東印度公司。公司當局則賞賜服裝、手杖、荷蘭國旗等。自1644年起，此會議每年開會一次，報告統治狀況、改選長老。長老受政務員之監督，指揮村民、宣布法令。長老選舉遵循平埔族之習慣，所選出之長老，需接受東印度公司徽章之銀冠、藤杖為證物。
永曆十三年（1659年），鄭成功北伐失利，沿海州縣盡失，遂決取台灣以為養息之所。永曆十五年（1661年）三月初一，鄭成功起兵，金門料羅候風，十三日啟航，三十夜冒風攻台，四月一日抵鹿耳門外，鄭成功親率二萬五千水路舟師，進抵台灣外沙線，潮漲丈餘，船艦乘勢入台江，登陸禾寮港。次日，攻克普魯民遮城（赤崁樓），分兵守北汕尾，從四鯤鯓直取熱蘭遮城（今安平古堡 ），列營環圍以迫之，俟其自降。
鄭成功開台，稱台灣全域為東都，設府治，建一府二縣；以赤崁（普魯民遮城）為承天府，轄二縣，北為天興縣，南為萬年縣，由西部沿海順河而上推進內入，今日之台南縣域多屬天興縣，僅一小部分屬萬年縣，是為台灣設置府縣之始。永曆十五年（1662）五月十八日，鄭成功正式頒布其在台之土地政策，除「不准混圈，士民及百姓現耕田地」外，所有文武官員及總鎮大小將領、家眷，均可隨人多少，圈地永為世業，且據此納賦繳稅。再者各鎮及大小將領，擇地起蓋房屋、開闢田地，並實行軍屯，其中有遣左先鋒駐北路新港仔（今台南縣新市鄉），竹塹（今新竹市）。往南，有駐鳳山（高雄縣鳳山市），與觀音山 （今高雄縣仁武鄉）一帶。當時軍屯大致以原編軍隊之「鎮」、「協」、或「營」為基本單位，如今一些庄名中可見端倪，如：大營庄、林鳳營 庄、左鎮庄、後鎮庄、中協庄、本協庄、當時各鎮、協、營屯墾之地、統其名曰「營屯」。終明鄭一代，台灣西海岸以設有不少軍屯庄所。在現今台南縣之地域內者有：
後營庄—今西港鄉後營
大營庄—今新市鄉大營村
小新營庄—今善化鎮七沙里
左鎮庄—今左鎮鄉左鎮
中營庄—今下營鄉中營村
下營庄—今下營鄉下營
林鳳營 庄—今六甲鄉林鳳營 
二鎮庄—今官田鄉二鎮村
中協庄—今官田鄉官田村
新營庄—今新營市新營
後鎮庄—今新營市護鎮里
舊營庄—今鹽水鎮舊營里
查畝營庄—今柳營鄉
五軍營庄—今柳營鄉重溪村
果毅庄—今柳營鄉果毅村
本協庄—今後壁鄉本協
鄭成功對於先住土著平埔族恩威並行，凡順服則加慰撫，背叛無常則予以討伐。對其轄領腹地（即今台南縣境）則概分新港、目加溜灣、蕭壟、麻豆四大番社，由其頭目自加管束，士民按人口比率繳納鹿皮。並命陳永華為謀士，羅馬神父稗庫羅為咨議，徇陳永華之議，勵精圖治，設官吏、招資才、定法律、興教育、改進農業，並奉明正統，遵用大明律法典，不久民皆安居樂業，臻於大治。
明永曆十六年（1662年）五月鄭成功病逝，後由子鄭經嗣位，於永曆十八年（1664年）改東都為東寧，並將王興、萬年二縣升為州，且設安撫司於南北兩路及澎湖。鄭經後來失去大陸沿岸七府六十縣後，自暴自棄，于永曆卅五年（1681年）正月殂於承天府行台，次子鄭克塽立。永曆卅七年（1663年）七月清水師提督施琅統舟師進征, 一戰平澎湖，克塽投降，廿三年明鄭遂逃亡。

### 清領時期
康熙廿二年四月（1683年）清軍將進攻台灣時、台島七社土番、人人思危，七月鄭克塽乞降。滿清據有台灣，初欲遷人棄地，水師提督施琅力言棄留利害，書請留台灣為外蔽，翌年四月，始發上諭歸入版圖，改承天府為台灣府，隸屬福建省，府治即今台南市內；下設三縣，即易天興州為諸羅縣，以及分萬年州為台灣縣、鳳山縣。諸羅縣治，初沿明鄭設於佳里鎮、佳里興 ，後因不適建城遷設於今之嘉義市。台灣縣在二層行溪（二仁溪）之北，縣治設於東安坊（即今台南市內）；鳳山縣在二層行溪之南，府治設於興隆庄（即今高雄市內）。今台南縣即在諸羅縣，台灣縣二縣轄區內。
治台之初，政化實際所及區域，不過西部平原之南半；北不逾朴子離溪，南止於下淡水溪，諸羅、鳳山二縣僅有其名。知縣多僑寓府城，即所謂「台地袛府治百餘里、鳳山、諸羅皆毒惡瘴地。今其邑者不敢至。」（藍鼎元之語），當時鹿耳門及安平仍為台灣之門戶，渶人設台大部由此登岸從事拓墾。
台灣為漢民對清保留敵愾之最後金湯。清廷為收攬民心防止台民反抗，除採行綏撫策略之外，並頒布台灣編查流寓之例，嚴格監視住台漢民，禁止無業遊民留台，命令強制逐回過水，限制漢民渡台之消極政策。惟沿海邊民冒險偷渡來台者不絕，台灣開一日千里，行政機關隨之由南北上，由西而東，擴展增設。康熙六十年（1721年）平朱一貴後，增設彰化縣及淡水、澎湖二廳，成為「一府四縣二廳」之制；嘉慶十七年（1812年）再增設噶瑪蘭廳。光緒元年（1875年）沈葆楨奏將台灣分為兩府，新置台北府管轄淡水、新竹、宜蘭（噶瑪蘭）三縣，台灣府管轄台灣、鳳山、恆春、嘉義、彰化五縣。台北以淡水縣為附郭，台灣府以台灣縣為附郭。光緒十三年（1887年）台灣建省，置台北、台灣、台南三府。改台灣縣為安平縣，新置雲林縣、苗栗二縣及台東置隸州，其後再改台灣府為台南府，北移台灣府至中部，設台灣省城於台中（東大墩）。

### 日治時期
光緒二十年（1895年）中日甲午戰爭，清廷戰敗，翌年四月簽訂「馬關條約」，割台、澎予日本。六月十四日，日本第一任台灣總督樺山資紀進駐台北城衙署，十七日，正式施政。同月廿八日，公布臨時台灣地方制度，擬設台北、台灣（即台中）、台南三縣及澎湖一廳，旋因各地騷擾不靖，改施軍政。台灣總督府即為軍衙組織，乃以總督之下置參謀長，並於擬設之台灣（即台中）縣與台南縣下，各置一民政支部，各支部轄內樞要地區，再分設民政支部出張所，十一月一日台南民政支部舉行開廳式，支部長為古莊嘉門。
（一）台南縣時代
明治二十九年（光緒廿二年，1896年）三月卅一日廢軍政，正式公布「台灣總督府地方官制」，置台北、台中、台南三縣以及澎湖一廳。台南縣轄有嘉義、鳳山、恆春、台東四支廳，首任縣長為磯貝靜藏。五月二十三日全台設置撫墾署十一處，台南縣下，設於蕃藷寮。明治三十年（光緒二十三年，1897年）五月二十七日設台北、新竹、台中、嘉義、台南、鳳山六縣以及宜蘭、台東、澎湖三廳，並於縣廳之內置辦務署，改撫墾署官制，移管於地方官。台南縣下置有七個辦務署，一個撫墾署。明治三十一年（光緒二十四年，一八九八年）台灣總督兒玉源太郎改六縣三廳為三縣（台北、台中、台南）三廳(宜蘭、台東、澎湖)，裁併廳署，廢止撫墾署。明治三十四年（光緒二十七年，1901年）再增設恆春廳。此一階段，嘉義、高雄皆為「台南縣」所轄，今日台南縣亦在「台南縣」範圍之內，是為「台南縣時代」。
（二）台南廳時代
明治三十四年（光緒二十七年，1901年）11月9日以三級制度有礙行政效率為由，公布總督府官制及地方官制改正，廢三縣與各辦務署。同時於民政部內置警察本署及總務、財政、通信、殖產、土木等五局，設全台為二十廳，廳下置支廳，即台北廳、基隆廳、宜蘭廳、深坑廳、桃園廳、新竹廳、苗栗廳、台中廳、彰化廳、南投廳、斗六廳、嘉義廳、鹽水港廳、台南廳、蕃薯寮 廳、鳳山廳、阿猴廳、恆春廳、台東廳及澎湖廳等。今日台南縣轄域在鹽水港廳和台南廳之內，兩廳以曾文溪為界，溪北為鹽水港廳，轄店仔口、麻豆、前大埔、北門嶼、赤山、新營和蕭土龍等七支廳；溪南為台南廳轄安平、大目降、噍吧哖、灣裡與關帝廟等五支廳。
明治四十二年（宣統元年，1909年）10月25日，再度公布改正地方官制廢九廳，置台北、宜蘭、桃園、新竹、台中、南投、嘉義、台南、阿猴、台東、花蓮港 、澎湖十二廳。翌年一月十八日廢止街庄社制，新置區改街庄長為區長。今日台南縣轄域分隸台南、嘉義兩廳，仍「台南廳」為主體，故此一階段稱之「台南廳時代」。
（三）台南州時代
大正九年（民國九年，1920年），台灣首任文官總督田健治郎改訂地方制度，7月27日公布改廳為州，改支廳為郡、市，廢區、堡、里、澳、鄉而設街庄、此乃台灣史上最重要之一次制度變革，總計設5州、2廳、3市、47郡，155街庄。
5州為：台北州、新竹州、台中州、台南州和高雄州；「台南州」轄有台南市、嘉義市以及新豐、新化、曾文、新營、北門、東石、嘉義、北港、斗六和虎尾等10郡，郡下則有15街、50庄。其中，新豐、新化、曾文、新營和北門等五郡在今台南縣，亦是今日台南縣五區如濫觴，此一階段亦稱為「台南州時代」。

### 戰後時期（中華民國時期）
1945年（民國34年）8月15日，日本無條件投降，二次大戰結束，台灣由中華民國政府接收。8月29日國民政府特任陳儀為台灣省行政長官兼警備總司令，9月1日「台灣省行政長官公署」於重慶成立，10月5日「台灣前進指揮所」人員81名先行來台，24日台灣省行政長官抵台，25日陳儀視事，「台灣省行政長官公署」正式運作。同日，行政長官陳儀代表最高統帥以第一號命令交與日本台灣總督安藤利吉受領簽字，並取消其「台灣總督」及「第十方面司命官」之官銜改任「台灣日本官兵善後連絡部長」。11月6日各州廳接管委員會成立，台南州簡派韓聯和為主任委員。11月24日本省縣市組織決定，設九個省轄市，台北為一等市，台中、台南、高雄、基隆為二等市，為全省行政區域劃分為台北、台中、台南、彰化、高雄、花蓮、台東、澎湖等八縣，並將舊制之郡一律改為區，且改街為鎮，改庄為鄉，州廳改稱縣政府，郡役改稱「區署」，街庄役場改稱鎮鄉公所，下分村、里、鄰，各置辦公處。
同年12月11日分布「台灣省縣市政府組織規程」，翌年的1946年1月7日，台南縣政府成立，簡任袁國欽為省任縣長。2月20日行政長官公署公布「台灣省鄉鎮組織規定」。此時，嘉義市及台南市雖與「台南縣」分家，但台南縣仍轄新豐、新化、曾文、新營、北門、東石、嘉義、北港、斗六與虎尾等原「台南州」十郡之十區，計有五十鄉、十五鎮，縣治設在新營。
1950年9月，因大縣制不合行政管理和推行地方自治理想，乃再重新調整行政區域，廢「區署」，全台分設5省轄市、16縣，即台北、基隆、台中、台南和高雄等五市，台北、宜蘭、桃園、新竹、苗栗、台中、彰化、南投、雲林、嘉義、台南、高雄、屏東、台東、花蓮、澎湖等縣，從此，雲林、嘉義完全與「台南縣」分家。轄區確定為台南市內外的八掌溪以南、二仁溪以北間之廣大山嶺和平原（原新營區因當時已將台南縣縣治置於新營，為避免再次更動縣治便把新營區留在台南縣而非劃至析出的嘉義縣），即新豐、新化、曾文、新營和北門等五區，新營鎮、鹽水鎮、白河鎮、柳營鄉、後壁鄉、東山鄉、麻豆鎮、下營鄉、六甲鄉、官田鄉、大內鄉、佳里鎮、西港鄉、七股鄉、將軍鄉、北門鄉、學甲鎮、新化鎮、善化鎮、新市鄉、山上鄉、玉井鄉、楠西鄉、南化鄉、安定鄉、左鎮鄉、仁德鄉、歸仁鄉、關廟鄉、龍崎鄉、永康鄉等三十一鄉鎮市（後來新營和永康各自改制為市），此即今日台南縣轄域的沿革。
2009年6月29日，行政院審議通過「臺南縣市合併改制直轄市」案，並於2010年12月25日與臺南市合併改制為直轄市，臺南縣市的法人地位同時消滅，共同組成新的「臺南市」。

## 縣歌
作詞：楊寶發
作曲：林明輝
美哉、美哉，美哉臺南縣！
依山面海平原廣，蔗田果碩漁米香。
先民渡海闢疆土，延平光文史冊留芳。
關嶺秀、曾溪長，珊潭虎埤處處好風光。
弦歌化育人傑出，渠路縱橫建設輝煌。
民敦厚、勤耕讀，和諧進步世代享安康。
我愛臺南縣，我愛臺南縣。
華夏之光，華夏之光！

## 地理
中西部為鹽水溪、曾文溪淤積平原，近三百年來增加大量土地，平坦適合農作。東部為阿里山山脈、玉山山脈分支，有部分丘陵、山地分布。河流東向西流，有多座水庫分布。烏山頭水庫供應臺南縣市飲水，曾文水庫可遠供應至嘉義縣市。因為全境位於北回歸線以南，氣候溫暖，屬於热带季风气候，冬季偶有大陸冷氣團來犯。
南瀛大地貌最徹底改變的當屬清朝道光三年（1823年）的嘉南大水患。此次大水山洪，挾帶大量土石泥沙沖入台江及倒風兩大內海，不但使曾文溪改道、鹽水溪南移，更將內海及濱海口全部填成陸地─北從鹽水港堡、下營茅港尾、蔴荳港到西港、安定港口、永康洲子尾以西全部陸化。今日臺南市安南區及北門等六區大部分土地均屬之，也是「鹽分地帶」名稱之來源。
戰後臺南縣以曾文溪將全縣劃分為溪南地區與溪北地區：即原日治時期台南州所屬之新豐郡與新化郡（溪南），與北門郡、新營郡、曾文郡（溪北）。其中溪南地區（永康市、歸仁鄉、仁德鄉）因鄰近昔省轄臺南市，屬臺南都會區範圍，接納許多都市外溢人口與提供產業發展所需之勞動力與土地資本，進而發展出不同於溪北地區的地景。
在臺南縣北門地區有「鹽分地帶」之稱，涵蓋臺南縣佳里鎮、北門鄉、學甲鎮、七股鄉、將軍鄉、西港鄉等六鄉鎮。由於地理位置處西南濱海環境，土壤鹽份高，農作物種植不易，造成居民生活困頓艱辛，長期以來與天爭地，而造就當地居民樂觀奮鬥、豪邁的性格，也讓每個在地人對鹽份地帶別有一番不同的體悟與生命的詮釋。當地居民以「鹽田兒女」自稱，並因此教導下一代有著勤奮踏實的精神，於此地也出現了全台聞名的台南幫。
臺南縣新營地區臨近嘉義市，在歷史上大部分時間都屬於嘉義管轄，經濟和教育活動也多有往來。光復後國民政府將原臺南州改成台南縣，而該區的新營正處於當時台南縣正中心，因此被選為當時台南縣的縣治，而後台南縣析出嘉義縣與雲林縣，新營地區因縣治所在為避免再遷一次縣治遂將該區留在台南縣而非回歸析出的嘉義縣。

## 行政區劃
民國三十四年（1945年）臺灣脫離日本統治，臺南州改制為臺南縣，嘉義市改制為省轄市，民國三十五年（1946年），臺南市改制為省轄市，並將安順鄉劃入臺南市，水上鄉、太保鄉劃入嘉義市，斗六鎮分出林內鄉，土庫鎮分出褒忠鄉，崙背鄉分出麥寮鄉，海口鄉分成臺西鄉、東勢鄉，縣治遷至新營鎮，共轄有10縣轄區67個鄉鎮。民國三十九年（1950年）調整行政區域，將斗六區、虎尾區、北港區等6鎮14鄉合併分出雲林縣，原省轄嘉義市與嘉義區、東石區的3鎮13鄉合併分出嘉義縣，臺南縣由新豐區的5鄉、新化區的2鎮7鄉、曾文區的1鎮4鄉、北門區的1鎮5鄉、新營區的3鎮3鄉等31個鄉鎮組成，轄7鎮、24鄉。民國五十七年（1968年）學甲鄉改制學甲鎮，民國七十年（1981年）縣治新營鎮改制為縣轄市，民國八十二年（1993年）永康鄉改制為縣轄市，在併入臺南市前，全縣共轄有2市（新營市、永康市）、7鎮（鹽水鎮、白河鎮、麻豆鎮、佳里鎮、新化鎮、善化鎮、學甲鎮）、22鄉（柳營鄉、後壁鄉、東山鄉、下營鄉、六甲鄉、官田鄉、大內鄉、西港鄉、七股鄉、將軍鄉、北門鄉、新市鄉、安定鄉、山上鄉、玉井鄉、楠西鄉、南化鄉、左鎮鄉、仁德鄉、歸仁鄉、關廟鄉、龍崎鄉），共有31個鄉鎮市。

## 產業
傳統上台南縣被認為是第一產業為主的農業縣，尤以水稻、芒果、蓮子、文旦、甘蔗、鳳梨、養殖漁業（虱目魚）與沿海鹽業聞名全臺。但事實上，1971年因外銷導向政策，台南縣製造業產值的比例已凌駕農業。2008年資料顯示，該縣總就業人口僅9.8%從事農林漁牧業，而工業（含製造業）與服務業各約45%，代表已轉型成為工業為主的行政區。
1990年代後期起，南部科學工業園區在縣境內設立，乃成為電子、電機等高科技製造業的重鎮。台南縣政府在多年以前曾計畫引進煉鋼、石化等重工業，其中最著名的開發案就是濱南工業區；但該開發案近年已因環境保護和觀光考量，加上預算問題而遭擱置。2009年改在沿海地帶成立台江國家公園。

## 歷任縣長

### 實施地方自治前
- 袁國欽
- 薛人仰

### 實施地方自治後
| 任次 | 肖像           | 姓名 (生–卒)       | 在任時間       | 在任時間       | 黨籍       | 屆次                                   | 備註                    |
| ---- | -------------- | ------------------ | -------------- | -------------- | ---------- | -------------------------------------- | ----------------------- |
| 1    |                | 高文瑞 (1894–1977) | 1951年6月1日   | 1954年6月2日   | 中國國民黨 | 1                                      | 首位 中國國民黨籍縣長。 |
| 1    | 1954年6月2日   | 高文瑞 (1894–1977) | 1957年6月2日   | 2              | 中國國民黨 | 首位連任成功的 中國國民黨籍縣長。      |                         |
| 2    |                | 胡龍寶 (1911–1997) | 1957年6月2日   | 1960年6月2日   | 中國國民黨 | 3                                      |                         |
| 2    | 1960年6月2日   | 胡龍寶 (1911–1997) | 1964年6月2日   | 4              | 中國國民黨 |                                        |                         |
| 3    |                | 劉博文 (?–1981)    | 1964年6月2日   | 1968年6月2日   | 中國國民黨 | 5                                      |                         |
| 3    | 1968年6月2日   | 劉博文 (?–1981)    | 1972年8月1日   | 6              | 中國國民黨 |                                        |                         |
| 代理 |                | 金輅               | 1972年8月1日   | 6              | 中國國民黨 | 1973年2月1日                           | 臺灣省政府委員代理。    |
| 4    |                | 高育仁 (1934–)     | 1973年2月1日   | 1976年7月9日   | 中國國民黨 | 7                                      |                         |
| 代理 |                | 李悌元             | 1976年7月10日  | 1977年12月20日 | 中國國民黨 | 7                                      | 臺灣省政府委員代理。    |
| 5    |                | 楊寶發 (1930–2012) | 1977年12月20日 | 1981年12月20日 | 中國國民黨 | 8                                      |                         |
| 5    | 1981年12月20日 | 楊寶發 (1930–2012) | 1985年12月20日 | 9              | 中國國民黨 |                                        |                         |
| 6    |                | 李雅樵 (1929–2017) | 1985年12月20日 | 1989年12月20日 | 中國國民黨 | 10                                     |                         |
| 6    | 1989年12月20日 | 李雅樵 (1929–2017) | 1993年12月20日 | 11             | 中國國民黨 |                                        |                         |
| 7    |                | 陳唐山 (1935–)     | 1993年12月20日 | 1997年12月20日 | 民主進步黨 | 12                                     | 首位 民主進步黨籍縣長。 |
| 7    | 1997年12月20日 | 陳唐山 (1935–)     | 2001年12月20日 | 13             | 民主進步黨 | 首位連任成功的 民主進步黨籍縣長。      |                         |
| 8    |                | 蘇煥智 (1956–)     | 2001年12月20日 | 2005年12月20日 | 民主進步黨 | 14                                     |                         |
| 8    | 2005年12月20日 | 蘇煥智 (1956–)     | 2010年12月25日 | 15             | 民主進步黨 | 末任，因與臺南市合併改制直轄市而延任。 |                         |

## 縣府組織
- 最終的縣政府組織為：
  - 一級單位
- 民政處
- 財政處
- 教育處
- 經濟發展處
- 工務處
- 農業處
- 社會處
- 勞工處
- 新聞處
- 行政管理處
- 城鄉發展處
- 觀光旅遊處
- 地政處
- 文化處
- 水利處
- 人事處
- 主計處
- 政風處
  - 一級機關
- 警察局
- 消防局
- 衛生局
- 環境保護局
- 稅務局

## 教育

### 大專院校
- 國立成功大學（歸仁校區）
- 國立交通大學（臺南校區）
- 國立臺南大學（七股校區）（籌備中）
- 國立臺南藝術大學1,651名學生
- 長榮大學10,133名學生
- 真理大學 校網 （页面存档备份，存于）（麻豆校區）
- 南臺科技大學 19,653名學生
- 崑山科技大學 12,938名學生
- 嘉南藥理科技大學 16,835名學生
- 台南科技大學（原為台南家政專科學校、台南女子技術學院）12,671名學生
- 中華醫事科技大學 10,367名學生
- 遠東科技大學 7,060名學生
- 台灣首府大學 5,006名學生
- 南榮技術學院 4,415名學生
- 敏惠醫護管理專科學校

### 高中職
新營市
- 國立新營高級中學
- 國立新營高級工業職業學校
- 臺南縣私立南光高級中學
- 臺南縣私立興國高級中學
- 臺南縣私立育德工業家事職業學校

永康市
- 國立臺南大學附屬高級中學
- 臺南縣立大灣高級中學
- 臺南縣立永仁高級中學
- 國立臺南高級工業職業學校

鹽水鎮
- 臺南縣私立明達高級中學

白河鎮
- 國立白河高級商工職業學校

麻豆鎮
- 國立曾文高級農工職業學校
- 國立曾文高級家事商業職業學校
- 臺南縣私立黎明高級中學

佳里鎮
- 國立北門高級中學
- 國立北門高級農工職業學校

新化鎮
- 國立臺南大學附屬啟聰學校
- 國立新化高級中學
- 國立新化高級工業職業學校

善化鎮
- 國立善化高級中學

學甲鎮
- 臺南縣私立天仁高級工商職業學校

柳營鄉
- 臺南縣私立新榮高級中學
- 臺南縣私立鳳和高級中學

後壁鄉
- 國立後壁高級中學

東山鄉
- 臺南縣私立華濟永安高級中學

官田鄉
- 臺南縣私立陽明高級工商職業學校

西港鄉
- 臺南縣私立港明高級中學

新市鄉
- 國立南科國際實驗高級中學

玉井鄉
- 國立玉井高級工商職業學校

歸仁鄉
- 國立新豐高級中學

## 體育
臺灣青少棒的傳統勁旅，善化國中、善化國小均位在本縣。新榮高中為高中男子篮球名校。北門高中為臺灣高中足球勁旅。

## 公共設施
- 游泳池
- 臺南縣立綜合體育場
- 臺南都會公園
- 佳里鎮立網球場
- 佳里鎮立羽球館
- 南瀛天文教育園區

## 交通

### 鐵路
- 臺灣鐵路管理局縱貫線
  - 後壁車站
  - 新營車站
  - 柳營車站
  - 林鳳營車站
  - 隆田車站
  - 拔林車站
  - 善化車站
  - 南科車站
  - 新市車站
  - 永康車站
  - 大橋車站
  - 保安車站
  - 中洲車站
- 台灣高鐵
  - 高鐵台南站

### 高速公路
- 國道一號（中山高速公路）
  - 新營收費站
  - 新營服務區
  - 新營交流道
  - 下營系統交流道（連接TW PHW84.svg台84線）
  - 麻豆交流道
  - 安定交流道
  - 新市收費站
  - 台南系統交流道（連接國道八號）
  - 永康交流道
  - 大灣交流道
  - 仁德交流道
  - 仁德系統交流道（連接台86線）
  - 仁德服務區
- 國道三號（福爾摩沙高速公路）
  - 白河交流道
  - 白河收費站
  - 柳營交流道
  - 東山服務區
  - 烏山頭交流道
  - 官田系統交流道（連接台84線）
  - 善化交流道
  - 善化收費站
  - 新化系統交流道（連接國道八號）
  - 新化休息站
  - 關廟交流道（連接台86線）
  - 關廟服務區
- 國道八號
  - 臺南端
  - 新吉交流道（連接台19線）
  - 台南系統交流道（連接國道一號）
  - 新市交流道
  - 新化系統交流道（連接國道三號）
  - 新化端

### 省道快速公路
- 台61線：西濱快速公路
- 台84線：東西向快速公路—北門玉井線
- 台86線：東西向快速公路—臺南關廟線

### 省道普通公路
- 台1線
- 台3線
- 台17線：濱海公路
- 台19線：中央公路
  - 台19甲線
- 台20線：南橫公路
  - 台20乙線
- 台39線

### 縣道
- 縣道165號
- 縣道171號
  - 縣道171甲線
  - 縣道171乙線
- 縣道172號（厚生橋－三重溪）
  - 縣道172甲線
  - 縣道172乙線
- 縣道173號
  - 縣道173甲線
- 縣道174號
- 縣道175號
- 縣道176號
- 縣道177號
- 縣道178號
- 縣道180號
- 縣道182號

### 客運
- 興南客運
- 新營客運
- 統聯客運
- 和欣客運

## 旅遊之南瀛采風

### 八景十勝
臺南縣政府為推廣觀光事業，遂在1995年舉行票選，再經由專家實地勘查後，選定十八勝景，定名臺南縣「八景十勝」。其中八景包含：
- 鹽田曬玉（七股鹽山）
- 太康隧道（太康綠色隧道）
- 西口桃源（西口小瑞士）
- 嶺梅映雪（楠西香蕉山）
- 曾溪飛鷺（曾文溪溪口）
- 菱田舟影（官田菱田）
- 蓮海飄香（白河蓮花季）
- 津港蜂炮（鹽水蜂炮）

十勝
- 新化浴翠（新化國家植物園）
- 尖山煙雨（尖山埤水庫）
- 走馬踏青（走馬瀨農場）
- 虎埤冷月（虎頭埤）
- 南鯤香潮（南鯤鯓代天府）
- 臥堤迎暉（烏山頭水庫）
- 麻豆迎王（麻豆代天府）
- 曾文煙波（曾文水庫）
- 關嶺覽勝（關子嶺溫泉）
- 寶光聖堂（玉山寶光聖堂）

### 新八景八勝三園
2006年由臺南縣觀光協會主辦、中華民國地區發展學會負責執行的「新南瀛勝景」選拔活動化，歷經公所推薦、民眾票選及專家評審三階段完成訂定新的八景八勝三園。
- 八景：草山月世界、新化老街、曾文溪口黑面琵麓賞鳥區（黑面琵鷺生態保護區）、七股潟湖（含鹽場）、梅嶺休閒農業區、菱田舟影、鹽水蜂砲與八角樓、關子嶺（白河大仙寺、火山碧雲寺）。
- 八勝：虎頭埤風景區、走馬瀨農場、烏山頭風景區、麻豆代天府與池王府、總爺藝文中心、曾文水庫、南鯤鯓代天府、蓮田飄香。
- 三園：南元農場、尖山埤江南渡假村、烏樹林休閒農場。

八景十勝多得到保留，唯增添了新的景點。

### 南瀛百景
在經過專家評選與民眾票選所得出的101個景點，臺南縣政府於2007年出版《南瀛百景：2007台南縣百景地圖冊》一書。此外2008年舉辦相關的攝影比賽，2009年臺南縣美術學會舉辦「2009台南縣美術學會畫我故鄉南瀛百景特展」並出版《南瀛百景美術專刊》。

### 二寮觀日出、雲海
太陽光芒、雲海、壯闊氣勢比美聞名的阿里山日出。  臺南縣政府為服務觀日出、雲海 （页面存档备份，存于），特地於二寮高地開闢 4處觀景點平台－部落觀景點、觀日亭景點、獅頭觀景點與伏牛觀景點。

### 左鎮菜寮化石館
左鎮人是目前所知最早在臺灣出現的人類之一， 推測約有2萬至3萬年之久。左鎮菜寮化石館收藏在當地出現的海洋、陸地生物化石，有古象、古鹿、一頭完整的犀牛化石、鱷魚、 鯊魚、貝類、珊瑚等。

## 文化

### 傳統信仰
南瀛五大香：學甲慈濟宮學甲香、佳里金唐殿蕭壠香、西港慶安宮西港香、麻豆代天府麻豆香、土城聖母廟土城香

### 原住民族
西拉雅族是平埔族群中的一族，且為平埔族群中人口最多、勢力最強的一族，主要分布在嘉南平原到恆春半島之間。其中西拉雅四大社更分佈在臺南縣境內。是為縣定原住民。

## 文學

### 文學史及相關著作
- 專書有龔顯宗《台南縣文學史》。
- 相關論述：
  - 碩博士論文則有張宏誠〈台灣解嚴後縣市文學獎研究(1987~2010)〉、劉麗卿〈清代台灣八景與八景詩〉、王俊勝〈清代台灣鳳山縣詩歌研究〉、吳炎坤〈台南市俗語研究〉等；期刊論文有施懿琳〈台南府城古典文學概述〉。
  - 文訊雜誌社所出版的「雲嘉南地區文學會議」論文集所收的相關論述。
  - 《走讀鹽鄉：2011鹽分地帶文學學術研討會會議論文集》：由多位與會教授及研究生的論文所構成，以所謂的「鹽分地帶」--也就是現今台南市「北門區」、「七股區」、「西港區」、「將軍區」、「佳里區」、「學甲區」--歷來的文學活動、文學社團、作家等為主要的研究題材，時間不限，涵括古典文學及現代文學。
  - 謝玲玉的《南瀛鹽分地帶藝文人物誌》：由台南縣政府編印，2006年出版。當中收錄沿海鄉鎮多位文學、藝術、學界人士的採訪報導。
  - 林玉茹、艾茉莉/編的《南瀛的歷史、社會與文化》：該書是2005年台南縣政府舉辦"第一屆南瀛學國際學術研討會"的論文集，由多位與會教授及研究生的論文構成。每篇的作者皆是針對南瀛地區的歷史、社會與文化等主題，進行跨學界及跨領域的研究。

### 作家
- 曾被台南縣文化局出版過文學作品集的寫作者，有 ：

周梅春、陳益裕、禾雁、張溪南、陳益裕、陳艷秋、林仙龍、李滄浪、莊柏林、楊寶山、李慶章、月中泉、吳鉤(吳明雄)、羊子喬(楊順明)、吳夏暉(吳順發)、謝振宗、許正勳、利玉芳、謝安通、黃勁連、黃崇雄、陳義男、薛林、陳忠倫、鄭清河、王明凱、林永昌、涂順從、林永昌、林樹嶺、楊青矗、黃文博、黃武忠、方耀乾、周定邦、許獻平、丘榮襄、謝文雄、鄭炯明、周華斌、郭梅霞、李益維、陳明雄、葉偉廉、阿盛(楊敏盛)、黃玠源、陳正雄、李癸雲、李勤岸、甘子建、白聆、劉張月娥、林淑芬(作家)、謝崇耀、蔡素芬、許玉蘭、楊淑娟、龔華、鴻鴻、林立坤、魯子青、蘇菲亞劉、方秋停、胡民祥、周華彬、林佛兒、曾旺萊、邱致清、賴哲顯、陳萬益、李筱峰、柯柏榮、林慧姃、吳素芬、洪婉瑜、陳霞瑜。

### 文學作品
- 以台南縣境內的人、事、物為主要題材的小說作品，有 ：蔡素芬的〈鹽田兒女〉(被拍成同名的電視劇)、黃崇雄的〈一隻鳥仔哭啾啾〉(被拍成電影，由張志勇導演，李天祿、唐美雲等人主演) 、曾旺萊的《蕭壠走番仔反》(以一場發生在佳里的抗日戰爭為研究、訪談焦點的著作，參見蕭壠事件) 等等。

### 文學團體
- 清代 ：
  - 東吟社：1684年由沈光文倡設於今善化區。
- 日治時期：
  - 嶼江吟社：1912年創立於今北門區，之後先後更名為「蘆溪吟社」、「白鷗吟社」、「琅環詩社」、「佳里詩社」並數次遷移，為「鯤瀛詩社」的前身。
  - 浣溪吟社：1930年設立於今善化區，由王滄海、蘇建琳創立。
  - 淡如吟社：1931年，蘇東岳、林清春等人於今善化區另組「淡如吟社」。
  - 佳里青風會：1932年由吳新榮、徐清吉、王登山、莊培初、郭水潭及佳里鎮多位青年。該會解散以後，沒多久成立「台灣文藝聯盟佳里支部」」，響應「台灣文藝聯盟」，可惜該支部沒有維持很久就停擺、形同解散。
  - 南溟藝園：1931年，王登山、郭水潭和日人多田利郎所籌組。
  - 白柚吟社：1943年，吳新榮、王登山、王碧蕉、林芳年(林精鏐)、林金莖、五藤男(當時的北門郡守)等人，組成的俳句會。
- 戰後迄今：
  - 鯤瀛詩社：1962年正式成立於今佳里區並定名「鯤瀛詩社」。創設之初為日治時期的「嶼江吟社」之後多次易名而來。
  - 光文吟社：1948年正式創設，合併原「浣溪吟社」、「淡如吟社」而立，以紀念明末清初文人沈光文。
  - 1972年至1974年間現代詩論戰爆發之時，黃勁連、黃崇雄、吳明雄、羊子喬等愛好文藝人士，曾在北門鄉南鯤鯓代天府舉辦「全國詩人聯誼大會」，邀集當時國內重要詩人及詩論家，如洛夫、瘂弦、張默、高準等人士，企圖調解詩人之間的歧見，但沒有成功。
  - 台灣海翁台語文教育協會：2000年在蔡金安、黃勁連、施炳華、李勤岸、方耀乾等台語運動人士成立，致力推動台語文學，舉辦台語文學營、歌詩吟唱等活動，並且長期、持續關心台語教育、台灣語文政策等社會議題。
  - 學甲藝文推進會：2005年李賜端、陳保國、洪碧榆、王龍乾、謝光村、謝新枝、蘇和子、莊久慶、李宗賢、林嘉雄、王義雄、周尚榮、陳財教、陳文賢、李榮茂等人所組織[5]。
  - 台南縣國學會

### 文學活動
- 傳統詩會：鯤瀛全國詩人聯吟大會(1981~ )。
- 文藝營隊：鹽分地帶文藝營(1979~2008)、海翁台灣文學營。
- 文學獎徵文活動：南瀛文學獎、榮後台灣詩人獎、台灣文學貢獻獎(在鹽分地帶文藝營頒發，隨文藝營停辦而停擺)。
- 常常成為大型文藝活動舉辦的場所：南鯤鯓代天府。
- 知名文學地景：位於鹽水鎮的「台灣詩路」、佳里鎮中山公園(內有吳新榮雕像與北門七子步道)、南鯤鯓代天府、善化鎮的「沈光文紀念碑」等。

### 基金會及文學社團
推廣及贊助文學活動的基金會，有「台南縣文化基金會」；全國性及地方性的文學社團還沒有一個。

## 文化資產

### 有形文化資產
至2012年2月7日為止，台南縣文化局(包括改制前的台南縣立文化中心)，已經調查或研究並且出版成果的有形文化資產有：
- 古蹟、歷史建築、聚落、遺址：
  - 台南縣老戲院的藝術風貌與歷史風華。
  - 台南縣13個眷村之概況與歷史。
  - 台南縣31鄉鎮市的歷史建築。
  - 台南縣31鄉鎮市的老街。
  - 台南縣31鄉鎮市的古井。
  - 台南縣31鄉鎮市的遺址。
  - 白河戰俘營：第二次世界大戰日軍捕獲之英美盟軍，皆集中於白河鎮囚禁，規模頗大居亞洲之冠，時有英美老兵不遠千里至此憑弔；現仍殘存部份遺跡。
- 文化景觀：
  - 客家族群在台南縣的分布、宗教信仰及其拓殖的產業。
  - 台南縣各鄉鎮市的大地主，其崛起過程、發跡概況、目前狀況及相關傳奇故事。
  - 台南縣的養殖漁業。
  - 台南縣31鄉鎮市的夜市景觀。
  - 台南縣31鄉鎮市宗祠歷史與概況。
  - 台南縣31鄉鎮市的漢藥店及其文化。
  - 台南縣31鄉鎮市的市場，其歷史沿革與特色。
  - 台南縣31鄉鎮市的糖業，其歷史與發展。
  - 台南縣的水圳組織變遷與管理，紀錄水圳發展概況。
  - 台南縣登山路線與百岳總覽，以及沿線部落的風俗民情。
  - 台南縣粉間(指「產製甘薯粉、樹薯粉的工廠」)的概況與歷史。
  - 台南縣具有歷史與特色的冰品店。
  - 台南縣各農會的沿革、現況與未來。
  - 台南縣埤塘的歷史。
  - 台南縣古道的歷史及人文。
  - 台南縣各地鐵路的歷史
  - 台南縣港口的概況、歷史。
  - 台南縣吊橋的概況、歷史。
  - 台南縣的鹽業發展。
  - 台南縣的教會概況、歷史。
  - 台南縣的稻米產業。
  - 台南縣的抗日事件。
  - 台南縣的漁村景觀。

### 無形文化資產
至2012年2月7日為止，台南縣文化局（包括改制前的台南縣立文化中心），已經調查或研究並且出版成果的無形文化資產有：
- 傳統藝術：
  - 閩南語諺語、故事、歌謠。
  - 台南縣各廟宇剪黏故事。
  - 台南縣境內流傳的籤詩及其相關典故。
- 民俗及有關文物：
  - 台南縣各鄉鎮市的王爺信仰。
  - 台南縣各鄉鎮市的樹神信仰。
  - 台南縣境內的王船信仰。
  - 台南縣平埔族西拉雅族群祀壺的信仰。
  - 台南縣廟會的特色、儀式。
  - 鹽水、七股、佳里、學甲等地的「賽鴿笭」活動。
  - 台南縣的五營信仰。
  - 台南縣各鄉鎮市的產業節慶。
- 古物：
  - 台南縣各鄉鎮市的珍貴古匾資料。
  - 台南縣各鄉鎮市的辟邪物。
- 自然地景：
  - 台南縣的昆蟲群像。
  - 台南縣潮間帶資源與生物概況。
  - 台南縣的化石。
  - 台南縣地域內的台江(台江內海)與倒風內海的研究。
  - 台南縣的植物。
  - 台南縣的地形。

## 大眾傳播
| 頻道名稱 | 頻道號碼 |
| -------- | -------- |
| 民視     | 第5頻道  |
| 台視     | 第7頻道  |
| 中視     | 第9頻道  |
| 華視     | 第11頻道 |
| 公視     | 第50頻道 |

| 頻率               | 頻道名稱           | 頻道名稱                                     | 頻道名稱                         |
| ------------------ | ------------------ | -------------------------------------------- | -------------------------------- |
| CH1-3 530~536MHz   | 中視無線台（主頻） | 中視新聞台                                   | 中視綜藝台(現中視經典台)         |
| CH4-6 542~548MHz   | 公視（主頻）       | Dimo TV（數位行動電視，現公視台語台）        | 客家電視台                       |
| CH7-9 554~560MHz   | 民視無線台（主頻） | 台灣交通電視台（Follow Me TV，現民視第一台） | 民視新聞台                       |
| CH10 569MHz        | HiHD（現小公視）   |                                              |                                  |
| CH13-15 578~584MHz | 台視（主頻）       | 台視財經台                                   | 台視健康娛樂台（現台視綜合台）   |
| CH16-18 590~596MHz | 華視(主頻)         | 華視教育文化頻道（現華視教育體育文化台）     | 華視休閒頻道（現華視新聞資訊台） |

### 廣播
- 僅列出合法電台

| 頻率                 | 電臺名稱                      | 頻率               | 電臺名稱                      |
| -------------------- | ----------------------------- | ------------------ | ----------------------------- |
| 88.1 百萬赫          | 南台科大之音〈校園實習電台〉  | 88.3 百萬赫        | 長榮之聲〈校園實習電台〉      |
| 89.1 百萬赫          | 南都廣播電臺                  | 89.9 百萬赫        | 曾文溪廣播電臺                |
| 90.7 百萬赫          | 愛鄉之聲廣播電臺              | 91.1 百萬赫        | 府城之聲                      |
| 91.5 百萬赫          | 自由之聲廣播電臺              | 91.9 百萬赫        | 嘉南廣播電臺                  |
| 92.7 百萬赫          | 台南之聲廣播                  | 93.1 百萬赫        | 警廣治安交通網高雄台          |
| 94.3 百萬赫          | 高雄廣播電台                  | 96.3/96.1 百萬赫   | 中廣音樂網→原住民族廣播電台   |
| *99.9 百萬赫(南台南) | KissRadio（大眾廣播高雄溢波） | 97.1 百萬赫        | KissRadio（台南知音廣播電台） |
| 97.9 百萬赫          | 微笑廣播網（原Touch廣播網）   | 98.3 百萬赫        | 港都電臺（高雄溢波）          |
| 98.7 百萬赫          | 蘋果線上(陽光聯播網)          | 100.7 百萬赫       | 台北國際社區廣播電台(ICRT)    |
| 101.3/107.3 百萬赫   | 漢聲廣播電台                  | 101.7/107.7 百萬赫 | 教育廣播電台                  |
| 102.5 百萬赫         | 古都電台                      | 103.3/103.1 百萬赫 | 中廣流行網（I Like Radio）    |
| *103.9 百萬赫        | 飛碟聯播網（高雄溢波）        | 104.9 百萬赫       | 警廣全國治安交通網            |
| 105.9 百萬赫         | 中廣寶島網→講客廣播電台       | 106.5 百萬赫       | 指南廣播電台(陽光聯播網)      |
| 693 千赫             | 漢聲廣播電台台南分台          | 711 千赫           | 中廣鄉親網                    |
| 846 千赫             | 復興廣播電台高雄台            | 891 千赫           | 中廣台南服務網                |
| 954 千赫             | 建國廣播電台                  | 1071 千赫          | 電聲廣播電台                  |
| 1089 千赫            | 高雄廣播電台                  | 1296 千赫          | 中廣新聞網                    |
| 1314 千赫            | 警廣臺南台                    |                    |                               |
- 部分地區無法接收非台南地區溢波訊號
- 兩個頻率代表有兩個同廣播電臺訊號

## 統計
| 排名 | 本籍             | 臺南縣人口 | 比率   |
| ---- | ---------------- | ---------- | ------ |
| 1    | 臺南縣           | 829,275    | 81.1%  |
| 2    | 中國大陸各省市籍 | 67,113     | 6.6%   |
| 3    | 臺南市           | 23,255     | 2.3%   |
| 4    | 高雄縣           | 19,598     | 1.9%   |
| 5    | 嘉義縣           | 19,555     | 1.9%   |
| 6    | 屏東縣           | 10,183     | 1.0%   |
| 7    | 雲林縣           | 9,566      | 0.9%   |
| 8    | 彰化縣           | 8,220      | 0.8%   |
| 9    | 高雄市           | 5,796      | 0.6%   |
| 10   | 臺中縣           | 4,221      | 0.4%   |
| 11   | 臺北縣           | 3,250      | 0.3%   |
| 12   | 南投縣           | 3,235      | 0.3%   |
| 13   | 澎湖縣           | 2,368      | 0.2%   |
| 14   | 嘉義市           | 2,309      | 0.2%   |
| 15   | 臺北市           | 2,241      | 0.2%   |
| 16   | 苗栗縣           | 2,151      | 0.2%   |
| 17   | 臺東縣           | 2,115      | 0.2%   |
| 18   | 桃園縣           | 2,036      | 0.2%   |
| 19   | 臺中市           | 1,393      | 0.1%   |
| 20   | 花蓮縣           | 1,360      | 0.1%   |
| 21   | 宜蘭縣           | 1,233      | 0.1%   |
| 22   | 新竹縣           | 1,210      | 0.1%   |
| 23   | 基隆市           | 565        | 0.1%   |
| 24   | 金門縣           | 520        | 0.1%   |
| 25   | 新竹市           | 388        | 0.0%   |
| 26   | 外國籍           | 153        | 0.0%   |
| 27   | 連江縣           | 66         | 0.0%   |
|      | 總計             | 1,022,203  | 100.0% |